# Aleksandr Jeżewski
Aleksandr Aleksandrowicz Jeżewski (ros. Александр Александрович Ежевский, ur. 21 października?/3 listopada 1915 w Tułunie w guberni irkuckiej, zm. 15 stycznia 2017) – radziecki polityk, minister budowy traktorów i maszyn rolniczych ZSRR (1980-1988), Bohater Pracy Socjalistycznej (1985).

## Życiorys
W 1939 ukończył Irkucki Instytut Rolniczy i został na nim pracownikiem naukowym, w latach 1943-1945 główny inżynier irkuckiego zakładu remontu samochodów, od 1945 w WKP(b). Od 1945 główny inżynier, 1947-1951 dyrektor irkuckiego zakładu montażu samochodów, 1951-1953 dyrektor Ałtajskiej Fabryki Traktorów, 1953-1954 dyrektor przedsiębiorstwa budowy maszyn rolniczych. Od kwietnia 1954 do lipca 1955 zastępca ministra budowy samochodów, traktorów i maszyn rolniczych ZSRR, 1955-1956 zastępca ministra, a od 1956 do maja 1957 I zastępca ministra budowy traktorów i maszyn rolniczych ZSRR. 1957-1962 w Państwowym Komitecie Planowania (Gosplanie) ZSRR, gdzie był zastępcą szefa i szefem wydziału, od 26 grudnia 1962 do 5 lipca 1978 przewodniczący Wszechzwiązkowego Zjednoczenia Rady Ministrów ZSRR "Sojuzsielchoztiechnika". Od 5 lipca 1978 do 10 października 1980 przewodniczący Państwowego Komitetu ZSRR ds. Zabezpieczenia Aprowizacyjno-Technicznego Gospodarki Rolnej, od 10 października 1980 do 19 października 1988 minister budowy traktorów i maszyn rolniczych ZSRR/minister budowy maszyn rolniczych i traktorów ZSRR, następnie na emeryturze. Od 8 kwietnia 1966 do 30 marca 1971 zastępca członka, a od 9 kwietnia 1971 do 25 kwietnia 1989 członek KC KPZR. 1966-1989 deputowany do Rady Najwyższej ZSRR od 7 do 11 kadencji.

## Odznaczenia
- Medal Sierp i Młot Bohatera Pracy Socjalistycznej (1 listopada 1985)
- Order Lenina (czterokrotnie)
- Order Czerwonego Sztandaru Pracy (dwukrotnie)
- Order „Za zasługi dla Ojczyzny” IV klasy (22 lipca 1995)

I medale.